# Męczelkowate
Męczelkowate (Braconidae) – rodzina owadów z rzędu błonkoskrzydłych. Larwy męczelkowatych są pasożytami larw innych owadów, najczęściej motyli. Po zakończeniu rozwoju opuszczają ofiarę, a następnie budują owalne kokony, w których następuje przepoczwarczenie.

## Ewolucja
Męczelkowate pojawiły się najprawdopodobniej na początku kredy (najstarszym prawdopodobnym rodzajem jest Eobracon). Zróżnicowały się one znacznie w środkowej i późnej kredzie oraz we wczesnym kenozoiku wraz z rozwojem okrytonasiennych oraz związaną z tym radiacją owadów przechodzących przeobrażenie zupełne, stanowiących ich głównych żywicieli.

## Budowa ciała
Są to niewielkie bądź średniej wielkości owady o cienkim, wydłużonym ciele (od ok. 1 mm do 3–4 cm bez pokładelka) oraz długich, składających się z 10–50 członów, czółkach. U niektórych gatunków pokładełko jest silnie wydłużone. Ich cechą charakterystyczną jest posiadanie żyłki Rs+ M w przednim skrzydle. Budowa morfologiczna w obrębie rodziny bywa bardzo zróżnicowana. Żeńskie narządy rozrodcze różnią się znacznie pod względem budowy i często służą do rozpoznawania poszczególnych gatunków, podczas gdy męskie nie są tak zróżnicowane są wykorzystywane rzadziej w porównaniu z innymi grupami owadów. Niektóre gatunki stosują mimikrę.

## Biologia i ekologia
Larwy męczelkowatych są pasożytami larw innych owadów. Po zakończeniu rozwoju opuszczają ofiarę, a następnie budują owalne kokony, w których następuje przepoczwarczenie. Atakują one larwy motyli, chrząszczy, muchówek, pluskwiaków, błonkówek, sieciarek, prostoskrzydłych oraz psotników; niektóre gatunki atakują również pająki. Zdarza się również pasożytnictwo postaci dorosłych (zwłaszcza pluskwiaków i chrząszczy), a przedstawiciele podrodzin Mesostoinae i Doryctinae tworzą galasy na roślinach. Owady z tej rodziny stosują zarówno pasożytnictwo pojedyncze, jak i grupowe. Męczelkowate tworzą dwie zasadnicze grupy różniące się cyklem życiowym oraz morfologią larw: część jest pasożytami zewnętrznymi (podrodziny Braconinae, Doryctinae i Microgastrinae), zaś pozostałe – wewnętrznymi. Pasożyty wewnętrzne często wykazują skomplikowane fizjologiczne adaptacje mające na celu zwiększenie przeżywalności larw, jak np. symbiozę z wirusami w celu osłabienia odporności immunologicznej gospodarza. Żerowanie larw prawie zawsze prowadzi do śmierci gospodarza, choć niektóre gatunki powodują jedynie bezpłodność, bądź zmniejszenie aktywności żywiciela. Cykl rozwojowy różni się często znacznie nawet między blisko spokrewnionymi rodzajami.

## Znaczenie dla człowieka
Jako pasożyty, niektóre męczelkowate mogą mieć znaczenie przy kontroli liczebności szkodników.

## Systematyka
Męczelkowate to jedna z najliczniejszych rodzin owadów. Zalicza się do niej ok. 18 000 gatunków zgrupowanych w około 47 podrodzinach, 97 plemionach i ponad 1000 rodzajów. Gatunki tropikalne są stosunkowo słabo poznane. Rzeczywista liczbę gatunków szacuje się na ok. 40–50 000.
Do rodziny zalicza się następujące podrodziny:

- Acampsohelconinae[6]
- Agathidinae
- Alysiinae
- Amicrocentrinae
- Aphidiinae
- Apozyginae
- Betylobraconinae
- Blacinae
- Brachistinae
- Braconinae
- Cardiochilinae
- Cenocoeliinae
- Charmontinae
- Cheloninae
- Dirrhopinae
- Doryctinae
- Ecnomiinae
- Euphorinae
- Exothecinae
- Gnamptodontinae
- Helconinae
- Histeromerinae
- Homolobinae
- Hormiinae
- Ichneutinae
- Khoikhoiiinae
- Lysiterminae
- Macrocentrinae
- Masoninae
- Mendesellinae
- Mesostoinae
- Meteorideinae
- Meteorinae
- Microgastrinae
- Microtypinae
- Miracinae
- Neoneurinae
- Opiinae
- Orgilinae
- Pambolinae
- Pselaphaninae
- Rhyssalinae
- Rhysipolinae
- Rogadinae
- Sigalphinae
- Trachypetinae
- Telengaiinae
- Vaepellinae
- Xiphozelinae
- Ypsistocerinae

Oraz wymarłe:
- Protorhyssalinae †
- Seneciobraconinae †

W Polsce co najmniej 2036 gatunków. Najpospolitszym rodzimym przedstawicielem tej rodziny jest baryłkarz bieliniak (Cotesia glomerata) pasożytujący na gąsienicach bielinka kapustnika.